# Correlhã
Correlhã es una freguesia portuguesa del concelho de Ponte de Lima, con 8,04 km² de superficie y 3.068 habitantes (2001). Su densidad de población es de 381,6 hab/km².